# حديقة جيولوجية

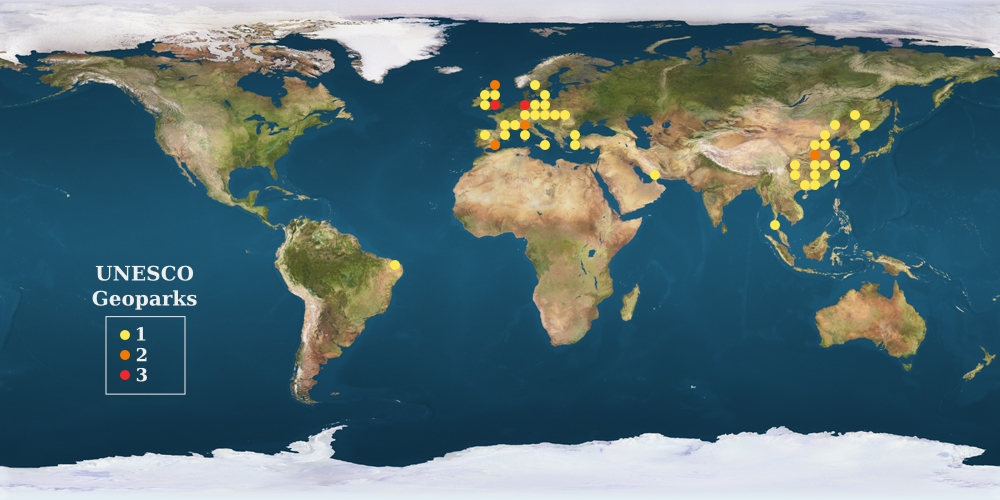
خريطة العالم للحدائق الجيولوجية المدرجة في شبكة اليونسكو العالمية للحدائق الجيولوجية اعتبارًا من عام 2008

الحديقة الجيولوجية هي منطقة موحدة تعمل على تعزيز حماية واستخدام التراث الجيولوجي بطريقة مستدامة، وتعزز الرفاهية الاقتصادية للأشخاص الذين يعيشون هناك، وهناك حدائق جيولوجية عالمية وحدائق جيولوجية وطنية.

## مفاهيم
يعتبر تعريف اليونسكو للحديقة الجيولوجية العالمية منطقة موحدة ذات تراث جيولوجي ذو أهمية دولية. تستخدم الحدائق الجيولوجية هذا التراث لتعزيز الوعي بالقضايا الرئيسية التي تواجه المجتمع في سياق كوكبنا الديناميكي. تعمل العديد من الحدائق الجيولوجية على تعزيز الوعي بالمخاطر الجيولوجية، بما في ذلك البراكين والزلازل وأمواج تسونامي والعديد منها يساعد في إعداد استراتيجيات التخفيف من الكوارث مع المجتمعات المحلية. استخدام الطاقة المتجددة وتوظيف أفضل معايير «السياحة الخضراء»، يهدف إلى ترويج صناعة السياحة في الحدائق الجيولوجية، كنموذج سياحي مستدام جغرافيًا وقابل للتطبيق إلى الحفاظ على الطابع الجغرافي للمكان، بل وتعزيزه.
تُبلغ الحدائق الجيولوجية أيضًا عن الاستخدام المستدام والحاجة إلى الموارد الطبيعية، سواء كانت مستخرجة أو مسخرة من البيئة المحيطة مع تعزيز احترام البيئة وسلامة المناظر الطبيعية في نفس الوقت. الحدائق الجيولوجية ليست تسمية تشريعية على الرغم من أن مواقع التراث الرئيسية داخل الحدائق الجيولوجية غالبًا ما تكون محمية بموجب التشريعات المحلية أو الإقليمية أو الوطنية.
تُميز الطبيعة متعددة التخصصات لمفهوم الحدائق الجيولوجية والترويج السياحي في الحدائق الجيولوجية نفسها عن النماذج الأخرى للسياحة المستدامة. في الواقع، يشتمل ترويج السياحة المستدامة داخل الحدائق الجيولوجية على العديد من ميزات السياحة المستدامة بما في ذلك السياحة الجغرافية (سياحة الموقع الجغرافي: كعامل أساسي)، والسياحة المجتمعية والسياحة الريفية المتكاملة (كحاجة حيوية)، والسياحة البيئية، وسياحة التراث الثقافي.

## الشبكة العالمية واليونسكو
تُحظى شبكة الحدائق الجيولوجية العالمية بدعم من منظمة الأمم المتحدة للتربية والعلم والثقافة وهي مشاريع موجودة أيضًا غير مدرجة في الشبكة العالمية للحدائق الجيولوجية. تم إطلاق مبادرة الحدائق الجيولوجية من قبل اليونسكو استجابة للحاجة المتصورة لمبادرة دولية تعترف بالمواقع التي تمثل اهتمامًا بعلوم الأرض.
تهدف الشبكة الجيولوجية العالمية إلى تعزيز قيمة هذه المواقع وفي نفس الوقت خلق فرص العمل وتعزيز التنمية الاقتصادية الإقليمية. صادقت الدول الأعضاء في اليونسكو البالغ عددها 195 دولة على إنشاء علامة جديدة، الحدائق الجيولوجية العالمية لليونسكو، في 17 نوفمبر 2015. هذا يعبر عن اعتراف الحكومة بأهمية إدارة المواقع الجيولوجية المتميزة والمناظر الطبيعية بطريقة شاملة. أضفى هذا التصنيف الجديد الطابع الرسمي على علاقة اليونسكو بشبكة الحدائق الجيولوجية العالمية. تعمل الشبكة العالمية للحدائق الجيولوجية بالتعاون مع مركز التراث العالمي لليونسكو والشبكة العالمية لمحميات المحيط الحيوي التابعة لليونسكو.

### مؤهل
تأسست الشبكة العالمية للحدائق الجيولوجية في عام 1998 وتلقت دعمًا خاصًا من اليونسكو من عام 2001 حتى عام 2015، عندما تمت صياغة العلاقة والتعيين رسميًا. منذ عام 2015، تم تعيين الأعضاء رسميًا من قبل اليونسكو، كحدائق جيولوجية عالمية لليونسكو. وفقًا للنظام الأساسي والمبادئ التوجيهية التشغيلية الخاصة بالحدائق الجيولوجية العالمية لليونسكو، لكي يتم تطبيق علامة جغرافية ليتم تضمينها في شبكة اليونسكو العالمية للحدائق الجيولوجية، يجب:
- لديها خطة إدارة مصممة لتعزيز التنمية الاجتماعية والاقتصادية المستدامة على أساس السياحة الجيولوجية.
- عرض طرق للحفاظ على التراث الجيولوجي وتعزيزه وتوفير وسائل لتدريس التخصصات الجيولوجية والقضايا البيئية الأوسع.
- لديها مقترحات مشتركة مقدمة من السلطات العامة والمجتمعات المحلية والمصالح الخاصة التي تعمل معًا، والتي توضح أفضل الممارسات فيما يتعلق بالحفاظ على تراث الأرض، ودمجها في استراتيجيات التنمية المستدامة.[6][7]

### أعضاء شبكة اليونسكو العالمية للحدائق الجيولوجية
الحدائق الجيولوجية العالمية لليونسكو.

## روابط خارجية
- Global Geoparks Network
- European Geoparks Network
- Asia Pacific Geoparks Network